# Древнеармянская поэзия

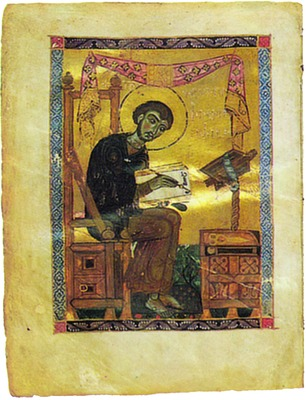
Григор Нарекаци. Миниатюра из «Книги скорбных песнопений», 1173 год

Древнеармя́нская поэ́зия — совокупность работ армянских поэтов, живших в период с V по XVIII век включительно. Письменной поэзии предшествовала богатая традиция устной литературы. Вместе с древнеармянской историографией и переводной литературой поэзия составляет важную часть древнеармянской литературы. 
Первые образцы древнеармянской поэзии были религиозными, в VII веке составлен первый сборник духовных стихотворений. Тогда же зародилась светская поэзия. К VII столетию относится древнейшая сохранившаяся армянская поэма.
Наиболее влиятельными поэтами до XVII века считаются Григор Нарекаци и Нерсес Шнорали. Литература XII—XVII веков представляет собой важный переход от классической к современной эпохе армянской цивилизации. С XIII века начинается период расцвета любовной лирики, а в поэзии впервые затрагивается тема эмиграции. В XV—XVI веках появляются также эпические поэмы. В XVII—XVIII веках наиболее популярной являлась ашугская поэзия.
Первая печатная публикация произведений армянских поэтов состоялась в 1513 году в Венеции. Для древнеармянской поэзии характерно использование тонического стихосложения.

## Общая характеристика

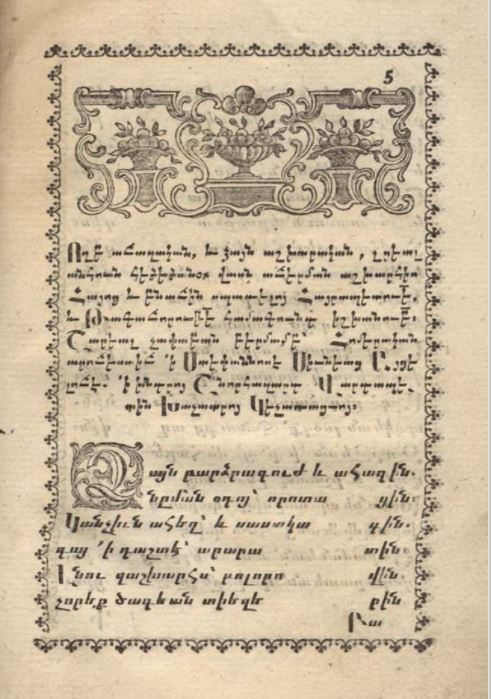
Издание поэмы 1304 года «Плач у врат св. Катогикэ» Степаноса Орбеляна, Нахичевань-на-Дону, 1790 год

Древнеармянская поэзия прошла многовековую эволюцию. Письменная и устная словесность отражают единый процесс развития древнеармянской литературы. Хотя они развивались разными путями, тем не менее были взаимосвязаны. Светская устная поэзия, например, проникала в разные жанры письменной литературы. По мнению литературоведа Манука Абегяна, в древнеармянской литературе не было разделения на художественные и нехудожественные жанры: «поэтическое и непоэтическое составляли ещё недифференцированное целое». В наиболее ранней духовной лирике заметно влияние Священного Писания, догматики и экзегетики. 
Дохристианская армянская поэзия сохранилась плохо. В обработанной форме её цитировали историографы в качестве исторических источников. Христианские поэты игнорировали древнее устное наследие, главным источником их вдохновения являлись вера и Библия. Ввиду этого ранняя армянская поэзия почти полностью духовная. Большой корпус этой лирики своим предметом и формой выражает лишь религиозные чувства. Хотя ранняя духовная поэзия развивалась по модели библейской еврейской лирики, наибольшее влияние на неё оказала греческая религиозная поэзия. Степень этого влияния, однако, окончательно не определена.  
Важной вехой в истории средневековой армянской лирики стало творчество Григора Нарекаци, который на рубеже X—XI столетий своими гуманистическими идеями обобщил достижения предшествующих веков. Поэзия постепенно претерпевала изменения, в ней начали превалировать мирские темы. В истории древнеармянской литературы началась новая эра, называемая «литературой возрождения». Переломной стала первая половина XI века, когда поэзия кардинально меняется по содержанию и форме, обогащается её тематика. По словам Абегяна, «Этот период преобразования армянской литературы мы называем „возрождением“ по той причине, что в это время, вопреки религиозно-церковной идеологии, „возродились“ собственно мирской дух и мировоззрение языческих веков, и ещё потому, что армянская литература этого периода в общем имеет те же признаки, что и европейская. Это литература главным образом армянского бюргерства». 
При этом большой урон развитию поэзии нанесли начавшиеся сельджукские нашествия. 
С XII века, начиная с Ованеса Имастасера, поэты воспевали природу, трудности жизни и любовь к родине. Трансформировались и поэтические формы, произошёл отказ от манерности, архаизмов и напыщенного стиля, начали преобладать простота и естественность мышления. Литература создавалась параллельно на классическом древнеармянском и на среднеармянском языках. Согласно Абегяну, подлинный лиризм впервые появился в творчестве младшего современника Имастасера Нерсеса Шнорали. С последней четверти XIII века и в последующие три столетия возникли и развились несколько лирических жанров. Считается, что именно тогда армянская поэзия окончательно освободилась от религиозных ограничений. 
Продолжала своё развитие философская и назидательная поэзия, не без влияния предшествовавшей мистической поэзии возникла любовная лирика. В новой форме развивалась тематика суетности жизни, её затрагивали почти все армянские поэты эпохи. По предположению Абегяна, на лирику того времени немалое влияние оказала классическая персидская поэзия, что, наряду с внутренними обстоятельствами поспособствовало кардинальному перевороту в национальной поэзии. Хотя имели место различные заимствования, особенно в области формы, армянские поэты XIII—XIV веков шли самостоятельным путём. По мнению Валерия Брюсова, армяне, совместно с другими этносами Передней Азии, участвовали в выработке так называемого «восточного» поэтического стиля. Брюсов отмечал: «Историческая миссия армянского народа, подсказанная всем ходом его развития,— искать и обрести синтез Востока и Запада. И это стремление всего полнее выразилось в художественном творчестве Армении, в её литературе, в её поэзии».

## Поэтические жанры

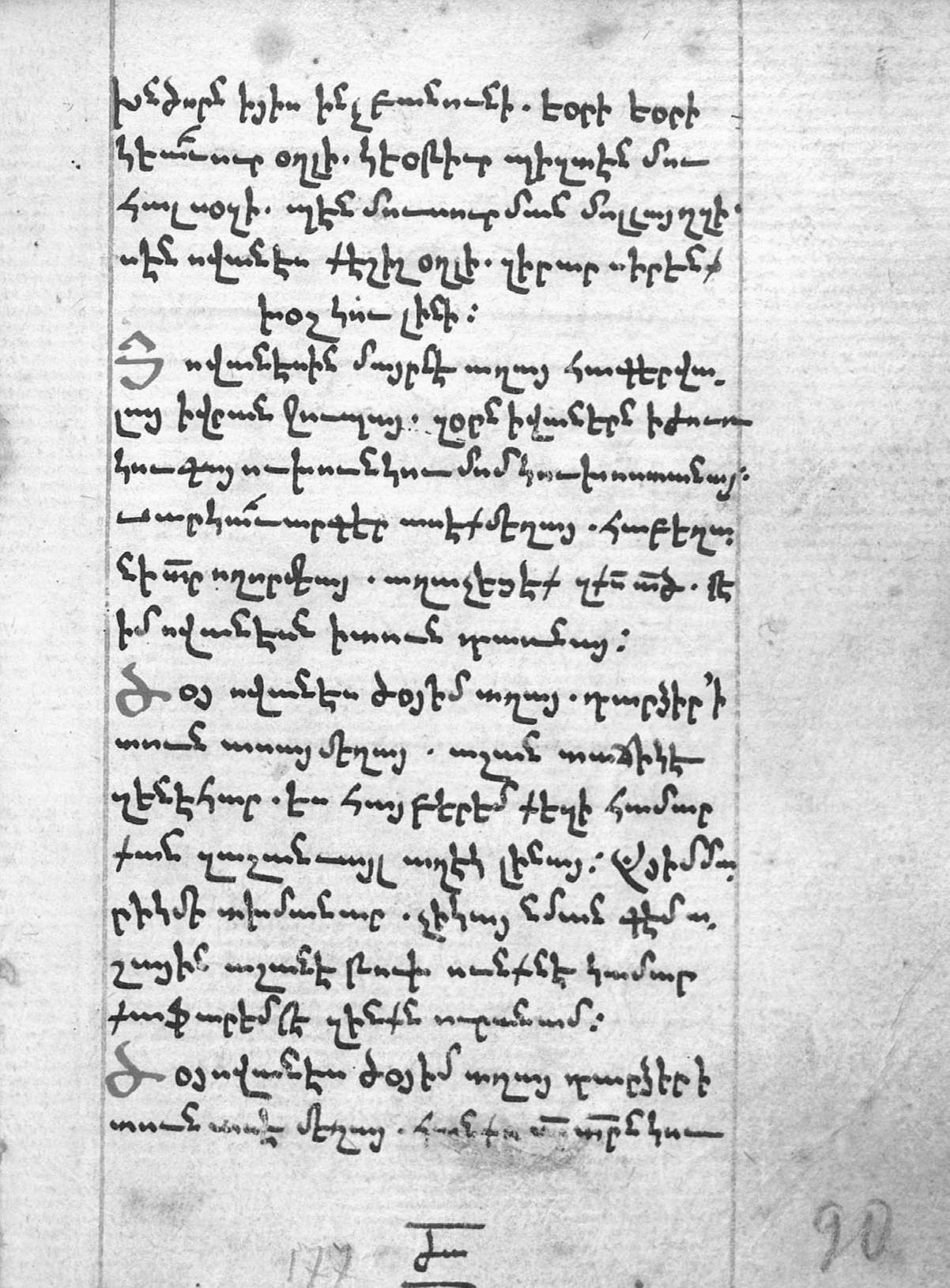
Страница из рукописи «Ованес и Аша» Ованеса Плуз Ерзнкаци

В древнеармянской литературе поэтическое творение чаще всего называлось тагом (арм. տաղ)․ Оно было синонимично слову стихотворение (арм. ոտանաւոր), о чём прямо указывал Ован Воротнеци в XIV веке. Определение термина «таг» дали ряд средневековых грамматиков. Слово впервые зафиксировано в армянском переводе второй половины V века «Искусства грамматики» Дионисия Фракийского. В приложении-словаре того же века к этому переводу даётся его первое объяснение։ «таг — то, что написано размером». Это же писал в VIII столетии Степанос Сюнеци, отмечая, что из-за игнорирования норм правильного чтения, может быть нарушен размер тага. В XIII веке Вардан Великий говорил о таге как о поющемся стихотворении, выделяя главное условие для его совершенства։ это гармония между словом, мелодией, смыслом и размером. Его современник поэт и учёный Ованес Плуз Ерзнкаци пытался обобщить теоретические взгляды предшественников, уточняя и дополняя их. Определение этого понятия в XVI—XVII веках приводили также Давид Зейтунци и Симеон Джугаеци. Опираясь на своеобразие ритмики, в V—VI веках Давид Грамматик писал о двух видах стиха; Аракел Сюнеци, автор рубежа XIV—XV столетий, — о четырёх.
С раннего средневековья официальным жанром духовной поэзии был шаракан. В течение тысячелетнего промежутка с V по XV век жанр претерпел значительные внутренние трансформации. Шаракан, таким образом, не единый и однородный жанр, а хрестоматия средневековой армянской поэзии.
Для литературы X—XVIII веков Вараг Нерсисян выделял шесть основных жанров поэзии: говест, парсав, храт, вогб, агачанк и гангат. Говест (похвала) — это лирическое произведение, которое отличается хвалебным характером сюжета, стремлением показать положительные качества того или иного человека либо явления. Он вобрал в себя элементы как оды, так и шаракана. Говесты делятся на три типа: религиозные — посвящённые святым, церкви, кресту и так далее, национальной тематики — посвящённые фигурам армянской истории, языку и так далее, и сугубо светские говесты посвящённые любви, женской красоте и тому подобное. Большинство их написаны акростихом. Противоположным говесту был парсав (порицание), однако их количество по сравнению с первым относительно небольшое. Имея нравоучительные задачи, парсав с определённых моральных позиции порицает зло, порочность и тому подобное. Иным поэтическим жанром являлся храт (назидание), он появился в XII веке. С точки зрения средневековых религиозных и светских представлений авторы хратов затрагивали разнообразные темы морали. Возможно некоторые храты пелись, позднее они вошли в творчество ашугов. Одним из самых распространённых жанров был вогб — плач. Он имел как чисто лирические, так и разные эпико-лирические выражения. Сравнительно редко встречающимся жанром был агачанк (мольба). Его главной отличительной чертой является моление о спасения души направленный Богу либо Богородице. В подобных произведениях отражены устремления средневекового человека о спасении души, вопросы моральной чистоты и тому подобное. Некоторые агачанки были созданы во всеармянском контексте. В XV веке Аракел Багишеци писал: «Избавь армян от страданий, причиняемых нам нечестивыми народами. Господи, смилуся!». В качестве особого жанра выделяется также гангат (жалоба). В них господствует дух ропота, умеренное настроение печали, вызванный несогласием лирического героя с существующим положением вещей. Гангаты условно делятся на три вида: общественно-политические, общественно-нравоучительные и любовные.  
Серджио ла Порта выделял также жанр поэтической полемики. Главными отличительными чертами жанра он считал трёхсторонную структуру, незначительность повествовательных элементов, неодушевленные главные герои, дискутирование о превосходстве одного из собеседников над остальными. П. Коу писал о жанре таг урахутян — стихах о радости и пирах. Асмик Симонян рассматривала кафы как отдельный жанр. Согласно её подсчётам сохранились около 5000 строк таких стихов. Кафы это поэтические вставки в переводных и оригинальных прозаических романах. Согласно определению Симонян это «вставленные в художественную прозу особые стихи в основном 15-слоговыми строками одинаковой рифмы и четверостишным-восьместишным цельным содержанием, которые выражают разные смыслы». А. Мадоян считал, что кафы главным образом «возвещают идею суетности мира». С XVI века их отдельно копировали в стихотворных сборниках. Подобно древнерусской литературе, некоторые поэтические произведения в жанровом отношении строго не дифференцированы и носят черты одновременно разных жанров.

## Рифма и размер в древнеармянской поэзии

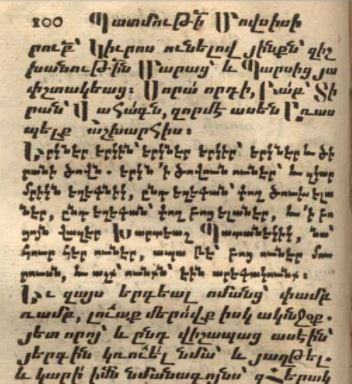
Дохристианская песня «Рождение Ваагна», процитированный в «Истории Армении» Мовсеса Хоренаци, изд. 1695 года, Амстердам

Ранние памятники армянской поэзии не были рифмованы, в Армении рифма сложилась в XI веке. По мнению Манука Абегяна, она употреблялась ещё в X веке и перешла в армянскую культуру из арабской поэзии. Согласно П. Шарабханяну, в первых образцах поэзии встречаются некоторые повторения, что можно рассматривать как зачатки рифмы. Например, в цитированной Мовсесом Хоренаци дохристианской песне «Рождение Ваагна» (арм. երկներ երկին, երկներ երկիր, երկներ եւ ծովն ծիրանի, հուր հեր). Словарные повторения имеются в ряде ранних духовных песнях — шараканах. Рифма наблюдается в последних строках «Плача…» Давтака Кертога (VII век). Как этот стих, так и «Души, посвятившие себя» его современника Комитаса Ахцеци, написаны в виде акростиха, в котором каждая строфа начинается по очереди с каждой из 36 букв армянского алфавита. Впервые о рифме, как о литературном явлении, писал Григор Нарекаци в 1003 году: «И я один из тех, чья жизнь сурова, чьи слёзы льются, как весной поток, и кто стенанья превращает в слово — в песнь с однозвучным окончаньем строк». В 1045 году вся поэма «Тысяча строк к Мануче» Григора Магистроса была написана в рифмованной форме (арм. ին). После XII века поэтические произведения без рифмы встречаются крайне редко.
Рифмовку в древнеармянской лирике Шарабханян делил на два вида — монорим и многосложная рифма. Первый тип больше характерен для раннего периода, хотя он продолжал жить в творчестве некоторых поэтов вплоть до XVII века. В их числе «Плач у врат святого Катогикэ» Степаноса Орбеляна, некоторые стихи Хачатура Кечареци, большая часть стихов Фрика, часть произведений Костандина Ерзнкаци. Моноримные произведения создавали также Аракел Сюнеци, Мкртич Нагаш, Ованес Тлкуранци, Григорис Ахтамарци, Мартирос Крымеци, Нерсес Мокаци. Завершение всех строк одной и той же рифмой в средневековье считалась эталоном совершенства, однако в объёмистых произведениях такой стиль создавал некоторое однообразие. Подобный подход был раскритикован в 1151 году Нерсесом Шнорали в поэме «Слово о вере». По мнению Геворга Эмина, Шнорали — это «первый из средневековых поэтов, достигший искусства в рифмовке». У его ученика Григора Тга, развившего достижения в области стихотворной формы, есть строфы с парными, перекрёстными и кольцевыми рифмами. С этого периода наблюдается тенденция постепенного развития многосложной рифмы. Её выражения были крайне разнообразны. В XII—XIV веках искусство рифмовки достигло большого развития. Большая часть фольклорной поэзии также была силлабической и рифмованной.
Если ранние духовные гимны выступают с ограниченным стихотворным размером, то шараканы зрелого феодализма отличаются большим разнообразием. Один из основных раннесредневековых стихотворных размеров шараканов — четырёхстопный сложный ямб. В этот же период по своей значимости выделяется четырёхстопный анапест. Таковым было, например, произведение Комитаса Ахцеци. Жившие в X—XI веках Григор Нарекаци и Григор Магистрос уже применяли светские размеры. Некоторые главы своей поэмы Нарекаци писал «размером айрени». Майкл Стоун называл айрен «армянским размером», который позднее доминировал в творчестве Фрика. Значительный вклад в разработке армянской метрики в XII столетии внёс Нерсес Шнорали. Некоторые из разработанных им метрических форм перешли даже в современную армянскую литературу. В произведениях строфического строения самым распространённым были четверостишия. Теоретическим вопросам стихосложения — метрики и рифмы касались армянские грамматики V—XVII веков Мовсес Кертог, Давид Грамматик, Вардан Великий, Есаи Нчеци, Симеон Джугаеци.

## Фольклор

### Дохристианская эпоха

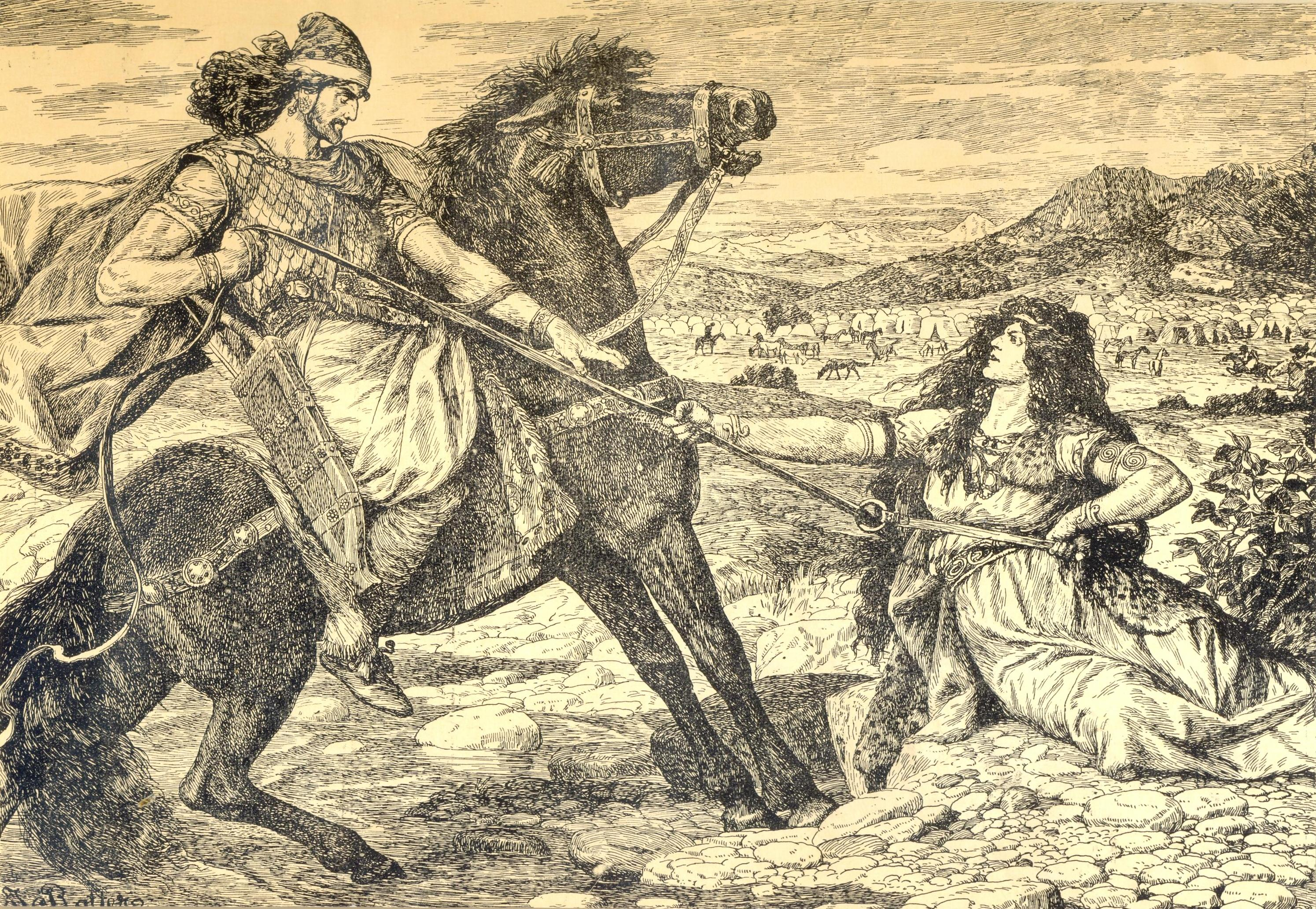
Арташес и Сатеник, худ. И. Роттер

Истоки армянского фольклора восходят к эпохе образования армянского этноса. После зарождения в начале V века письменной литературы, фольклор стал одной из её основных и важных составляющих. Развиваясь и после возникновения письменности, в позднем средневековье он заметно повлиял на художественную литературу. Разные жанры фольклора (загадка, басня, песнь, сказание) были источниками её обогащения. Джеймс Рассел отмечал, что армянские писатели V века опирались на богатую традицию устной литературы, включая лирическую поэзию и музыку. Образцы древнего и средневекового армянского фольклора сохранились в письменных памятниках, часто в обработанной форме. Эпические памятники, в прозаической или поэтической формах, сохранились в трудах древнеармянских историков V—VIII веков Мовсеса Хоренаци, Фавстоса Бузанда, Агатангелоса, Себеоса, Иоанна Мамиконяна. Дохристианская поэзия делится на две категории: легендарные сказания и мифологизированные исторические сюжеты. Последние появились в VII—II веках до н. э. Согласно Элизабет Редгейт, если в религиозной жизни раннесредневековая армянская аристократия имела много общего с Византией и германской Европой, то в светской жизни она была сходна с древнеиранской и германской аристократией. Так, например, традиции гусанов, сказителей и устная поэзия настолько укоренились в Армении, что проникли в монастыри, аналогично иранской и германской культуре. Цари и военачальники желали, чтобы их деяния были записаны в стихотворной форме. Обычие исполнения романтических песен в дохристианском дворе армянских Аршакидов была развита не меньше чем в Парфии. Певцы-сказители часто были членами царского двора и шли на войну, чтобы описывать героические подвиги. Стихотворно-песенные образцы фольклора — народные сказания, эпические, ритуальные и лирические песни. Древнейшие армянские легенды и мифы — сказания и песни об Айке, Араме, Аре Прекрасном, Торк Ангехе, Артавазде, Ваагне, Тигране и Аждааке, Ерванде и Ервазе. Некоторые из них включают в себе разные культурно-исторические слои. По словам Джеймса Рассела, песня «Рождение Ваагна», записанная Хоренаци, содержит черты, восходящие к праиндоевропейскому прошлому, и напоминает эпизод из ведической литературы. Культ древа жизни, воспеваемый в средневековых армянских песнях, возможно восходит к урартским обычаям. «Рождение Ваагна» — древнейшее армянское стихотворение дошедшее до наших времён, рассказывает о рождении Бога грома Ваагна. В Тигране и Аждааке, повествующем о временах II—I веков до н. э., появилась первый женский персонаж. По мнению Роберта Томсона, дошедшие до нас скудные образцы дописьменной культуры отражают реальные интересы и увлечения древней Армении.
Из письменных источников явствует, что на протяжении средневековья церковь осуждала традицию гусанов-менестрелей. В конце V века католикос Иоанн Мандакуни писал о безумных пьяницах-менестрелях, предававшихся разврату. Осудительное отношение к гусанам нашло отражение в постановлениях четвёртого Двинского собора 645 года. По словам Элизабет Редгейт, содержание устной традиции представляло опасность для церкви. Гусаны сохраняли рассказы о языческих богах и предках препятствуя, таким образом, окончательной христианизации страны. Критическая позиция церкви к гусанскому творчеству сохранялась долго. В «Судебнике» 1184 года Мхитар Гош утверждал, что «христианину это страшно слышать, не говоря уже о том, чтобы видеть». На рубеже XIV—XV столетий Маттеос Джугаеци призывал: «не ходите к гусанам, они говорят о делах Хайка и воспитывают дух неповиновения».

### После принятия христианства

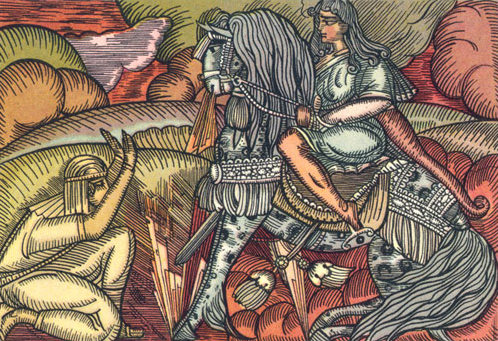
Давид Сасунский, худ. Акоп Коджоян

Древнейший армянский христианский эпос — «Персидская война», был сложен между III—V веками. Он повествует о борьбе Армении против Сасанидского Ирана. Части его дошли до нас в сочинениях раннесредневековых армянских историков, наиболее цельно у Агатангелоса и Фавстоса Бузанда. Следующий эпос «Таронская война», отрывки которого сохранились у историков VII—VIII веков Иоанна Мамиконяна и Себеоса. Они включают в том числе эпические песни и рассказывают о событиях V столетия. В VII—X веках был сложен стихотворный эпос «Давид Сасунский», как выражение социального и религиозного протеста против арабского владычества. В «третьей ветви» эпоса Давид выступает не только как воин, но и как певец и поэт. Хотя его истоки восходят во времена дохристианской эры, на окончательное формирование эпоса важнейшее влияние имели антиарабские восстания 749 и 851 годов. По мнению Камиллы Тревер, эпос содержит некоторые отголоски о дохристианском божестве Михре-Митре. Наиболее раннее его письменное упоминание относится к XVI веку. Впервые был опубликован Гарегином Срвандзтянцем в 1874 году. Фольклорные песни сентиментального характера восходят примерно к XIII—XIV векам, достигли наибольшего расцвета в XVII—XVIII столетиях. Сохранилась народная «Песня Левона» об освобождении из пленения в 1268 году киликийского принца Левона, к этому же времени относится песня «Дикая птица».
Писатели не только цитировали, но и использовали фольклорные источники в своём творчестве. По мнению Тео ван Линта, поэты использовали фольклорный материал начиная с X века. Заимствования из народно-поэтических произведений прослеживаются в середине XII века у Нерсеса Шнорали. На основе народного фольклора он писал стихотворные загадки. На фольклор иногда опирался Ованес Плуз Ерзнкаци. Из поэтов раннего Нового времени использовали фольклорные сюжеты Мартирос Крымеци и Нагаш Овнатан. В XVI—XVII столетиях народная поэзия являлась важной чертой литературы, её обрабатывали и исполняли также ашуги. В 1620 году Хачгруз Кафаеци составил первый сборник народных песен, в котором  было собрано около 20 текстов. Он делил их на высокий, средний и низкий стили. Неизвестно, однако, была ли это общепринятая или его собственная классификация. Имеются примеры взаимопроникновения народной и дидактической литературы в педагогических целях.

## Поэзия V—IX веков

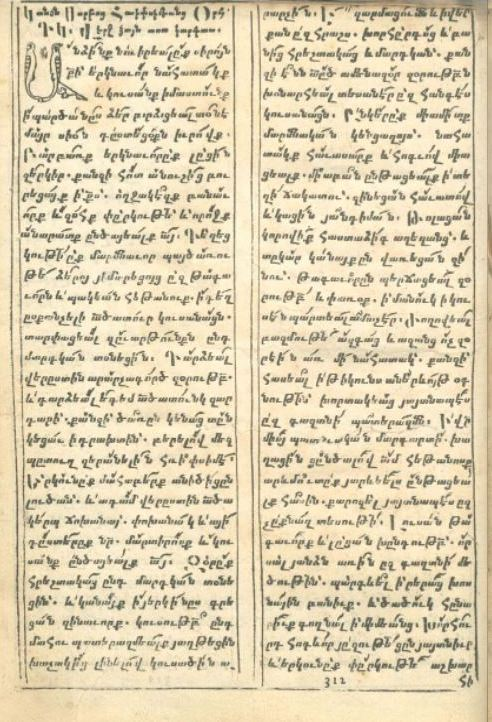
Страница из поэмы 618 года «Души, посвятившие себя» Комитаса Ахцеци, Амстердам, 1698 год

Духовная песня, исполняемая во время религиозных обрядов, являлась одним из инструментов распространения христианской религии. Первые произведения жанра были, в основном, переводами греческих гимнов. Они стимулировали создание оригинальных текстов. Самый популярный вид армянских религиозных гимнов — шараканы, чьи древнейшие образцы приписываются жившим в V веке Сааку Партеву, Месропу Маштоцу и Иоанну Мандакуни. До нас дошло также около 80 произведений Степаноса Сюнеци I, вероятно одного из младших учеников Маштоца. Сохранились многочисленные средневековые «указали» авторов шараканов, старейший из которых восходит к XIII веку. Историю шаракана принято делить на два этапа — V—X веков и X—XV веков. Первоначально они назывались кцурдами, термин шаракан известен с XII века. Первые стихи передавали библейские сюжеты и были созданы по образцу древнееврейской религиозной литературы. Кцурды аналогичны греческим тропарям и сирийским мадрашам. С самого начала зарождения жанра, помимо общехристианских идей, в нём рассматривались важнейшие события национальной жизни. Так, например, в шараканах Мандакуни прославляются основоположники армянской церкви и национальной веры: Григорий Просветитель, Саак Партев и Месром Маштоц. Последний, по выражению Мандакуни, подобно Моисею «принёс скрижаль заповедей на землю армянскую». Уже в VII столетий Барсегом Тчоном был составлен первый сборник оригинальных духовных гимнов. В это время жил первый мирянин, чей духовный стих был официально признан и включён в «Шаракноц» — князь Ашот Багратуни, который правил Арменией в 685—689 годы. В VII—VIII веках армянская духовная гимнография вступила в новую фазу развития, характеризующуюся углублением национальной сути жанра, обогащением содержания и усовершенствованием методов выражения. Одно из лучших произведений этой эпохи — акростих «Души, посвятившие себя» Комтаса Ахцеци. В VIII веке Степанос Сюнеци осуществил новое упорядочение духовных гимнов, появился жанр канона. В своём сочинении «Толкование Грамматики» он писал, что грамматика основывается на литературе, она даёт руководство для создания поэтических творений. В этот период духовную гимнографию своими произведениями обогатили Саак Дзоропореци и Ованес Одзнеци. В числе поэтов VIII века встречаются также женщины — Хосровидухт и Саакдухт. Последняя сочиняла также музыку к своим произведениям. Саакдухт — первая армянская поэтесса. Большинство шараканов до X века написаны белым стихом, без размера и рифмы, тем не менее они ритмичны и приспособлены к пению. Жанр шаракана продолжал существовать до XIV века.
Шараканы были важным составляющим идеологии армянской церкви в которых отражалась его официальная доктрина. По словам С. Золяна, шаракан «жанр не только поэтический, но и проповеднический, идеологический». Они имели и дидактическо-нравоучительные цели. Обособившись после Халкидонского собора 451 года, армянская церковь оказалась носителем больше национально-политических идей, в соответствии с официальной установкой она игнорировала изменения происходящие в остальном христианском мире. В своей доктрине она опиралась на раннее христианство, более близкое к средиземноморской культуре. Консерватизм шараканов позволил сохранить элементы восточно-средиземноморской христианской цивиллизации раннего средневековья. В армянских шараканах главенствующее место занимали не общехристианские, а национальные святые. Через библейскую модель борьбы и гибели за веру, религиозные поэты выражали мироощущения героев национальной истории. Шараканам в целом характерна спаянность метафоры и истории. Будучи духовной поэзией, большинство образов в них восходят к библейским и евангельским. Поэтику шараканов определяют их внутренняя эволюция на протяжении тысячелетия при строгом следовании выработанным канонам.

### Комитас Ахцеци
Биографических данных о Комитасе известно мало. В 616—628 годах он был католикосом и инициировал строительство церкви св. Рипсиме (вблизи Еревана). Комитас Ахцеци автор духовного гимна «Души, посвятившие себя». Это объёмная лирическая поэма написанная около 618 года и старейшая из сохранившихся армянских поэм. «Души, посвятившие себя» изложен в форме акростиха и состоит их 36 строф, каждая из которых начинается очередной буквой армянского алфавита. В ней сохранены условности древнего стихосложения, когда каждая строка состоит из четырёх стоп по три слога в каждой. В отличие от более ранних шараканов, его тематика взята не из Библии, а из истории Армении. Источником Комитаса было историческое повествование Агатангелоса. Сюжет восходит к концу III века когда, согласно легенде, св. Рипсиме и её подруги приняли мученическую смерть ради христианизации Армении. Ахцеци — новатор, он поднял на новый уровень духовную лирику, стимулировал его дальнейшее развитие. Комитас создал образы и метафоры. Во всей поэме доминирует праздничная и ликующая торжественность. Многие последующие авторы следовали его художественным принципам. Согласно авторам «The Heritage of Armenian Literature: From the sixth to the eighteenth century»: «Исключительная поэтичность и лиричность этого гимна открыли новую эру в армянской духовной литературе».

### Зарождение светской поэзии

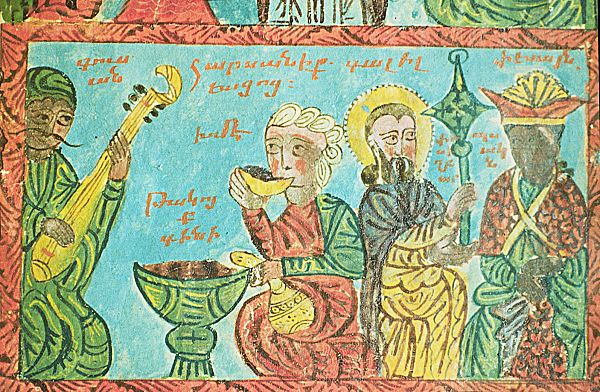
Гусан исполняет песню на свадьбе. Миниатюра XVI века

Культурный подъём VII века охватил разные области литературы. Хотя церковные вопросы всё ещё имели главенствующее значение, некоторые поэты посвящали своё творчество светским темам современности. Так как переписчики рукописей были священниками, подобные творения не переписывались и были утрачены. Лишь незначительная часть светских стихотворений раннего средневековья дошло до нас.
Первый памятник армянской светской поэзии «Плач на смерть великого князя Джеваншира» поэта конца VII века Давтака Кертога. Текст цитирован в «Истории страны Алуанк» Мовсеса Каганкатваци. Согласно «The Oxford History of Historical Writing» «раздел о подвигах Джеваншира завершается самым ранним дошедшим до нас примером светской армянской поэзии со времён принятия христианства…». Никаких биографических данных о Давтаке не сохранилось. «Плач…» написан в форме акростиха в которой начальные буквы строф воспроизводят армянский алфавит. По мнению Т. ван Линта, в произведений Давтака отмечается синтез приёмов устной литературной традиций гусанов и письменной поэзии. Тем самым он иллюстрирует процесс христианизации армянской старой культуры. Ван Линт называл Давтака примером христианского гусана. Ч. Доусетт выдвинул предположение, что отрывки текста могли быть частью более объёмного публичного обращения к Джеванширу, произнесённого, возможно, самим Давтаком.
Ряд исследователей указывают на сохранившийся более ранний стихотворный отрывок в одном из толковании «Грамматики» Дионисия Фракийского. Анонимный толкователь «Грамматики» для объяснения одной фразы приводит пример из «стихотворства Давида». Это всего три строки посвящённые царю Тиграну и его сестра Тигрануи. В другом месте того же текста Давид упомянут как автор сочинения «Армяно-мидийская война». Одни исследователи считают его отдельным автором, другие отождествляют с философом Давидом Анахтом или с Давидом Грамматиком.

## X—XII века
Литература X—XII веков, как особый исторический этап обладающий новым художественным качеством, стала отражением произошедших перемен в политической, экономической и общественной жизни Армении. Продолжая прежние традиции с точки зрения анализа насущных проблем, литература ещё больше приблизилась к обыденной жизни. Часто имея ещё религиозное воззрение, она нередко проявляла стремление к новым эмоциональным оттенкам. С позиции гуманизма, патриотизма и прочих высоких идей, литература воспевала природу, людскую красоту, внешние и внутренние достоинства человека — силу и добродетель. Утверждалась необходимость более реалистического воссоздания человеческих взаимоотношений и психологии. В этот период поэзия переживала беспрецедентный подъём. В поэтической форме иногда сочинялись наставления, оды, мартирологи, проповедь, грамота, колофон и т. д. Были написаны разнообразные и масштабные стихотворения, философские стихи, айрен, кафа, загадка. Подъём поэзии в первую очередь связано с именем Григора Нарекаци. Наряду с грабаром произведения писались и на среднеармянском языке. М. Абегян называл XII век временем, когда армянская поэзия «спустилась с небес на землю».

### Григор Нарекаци

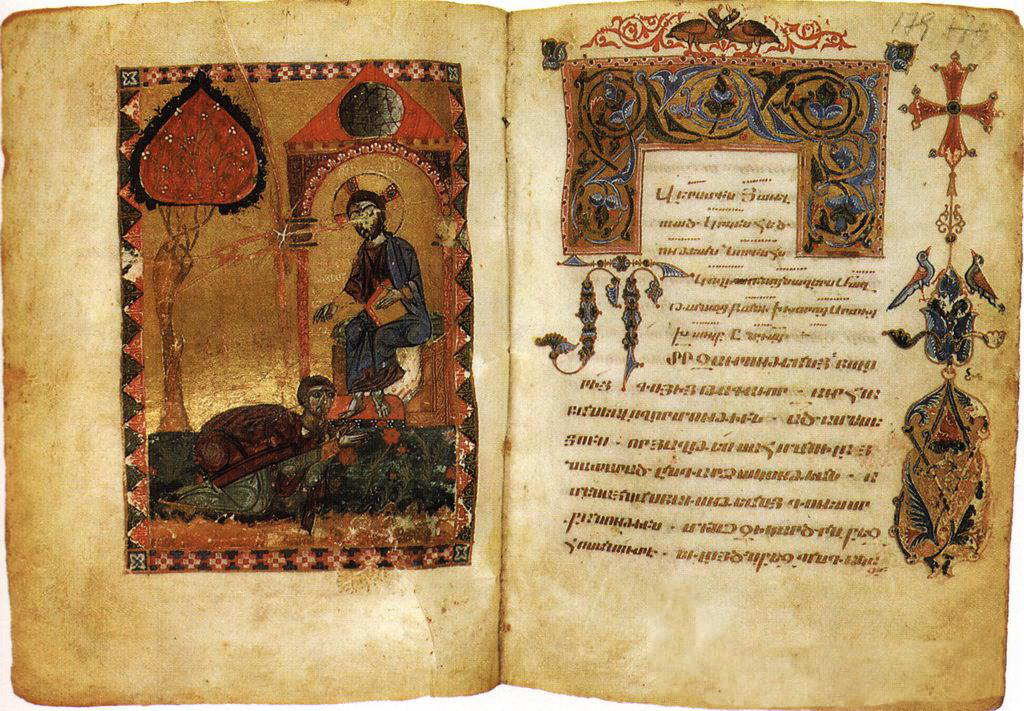
Григор Нарекаци. Миниатюра из «Книги скорбных песнопений», 1173 год

Григор Нарекаци — крупнейший религиозный поэт в истории Армении. Британская энциклопедия считала его главной литературной фигурой Армении X века. Нарекаци родился в середине X столетия в семье богослова Хосрова Андзеваци, всю жизнь провёл в монастыре Нарекаванк на юго-западе Армении. Наиболее известен как автор поэмы «Книга скорбных песнопений», состоящей из девяносто пяти глав, каждая из которых озаглавлено «Слово к Богу, идущее из глубины сердца». Вся поэма — внутренний монолог автора. Каждая глава посвящена теме отлучения и единения с Богом. Поэт писал о своих страданиях в отлучении от Бога, вызванной греховностью, о стремлении к единству со Всевышним. Местами мрачное настроение и дикция контрастируют со светлыми, праздничными оттенками и тоном. Нарекаци иносказательно затрагивал темы духовной а также определённых сторон человеческой и природной красоты. Под его влиянием в армянской поэзии возникло и развивалось мощная лирика о «суетности мира». Мотивом покаяния и любви к Богу произведение сходна с «Исповедью» Августина. В конце поэмы он упоминал о наступлении «победоносного и великого императора римлян Василия» на северо-западную Армению в 1000 году.
«Книга скорбных песнопений» — первое крупное поэтическое произведение армянской литературы. Язык произведения местами невнятный, но яркий и новаторский. По мнению Р. Томсона, рифма Нарекаци напоминает арабскую просодию садж. Нарекаци писал о рифме, подчёркивая, что одинаковое созвучие в конце строк усиливает их эмоциональность. По словам В. Брюсова: «Григорий Нарекский довёл до высокого совершенства форму стихов, любовно культивируя „звукопись“ задолго до того, как она расцвела в лирике персидской и арабской».

### Дальнейшее развитие поэзии
После смерти Нарекаци, а также последовавших этому экономическим, политическим и демографическим причинам, армянская литература претерпела глубокие изменения. Хотя последний осуществил значительный шаг в усовершенствовании техники рифмы, всё же основная заслуга в этом принято связать с именем Григора Магистроса. В его «Письмах» сохранились светские и религиозные таги, оды, наставления, один из которых — «Луак те екн…», написан ярким патриотическим пафосом. Главное поэтическое произведение Магистроса это поэма «Тысяча строк к Мануче» — краткое стихотворное переложение Библии написанное в 1045 году. Она оставила свой след в истории национальной поэзии в основном из-за усовершенствованной метрической техники. Новаторства Магистроса стали эталоном для подражания вплоть до конца XVII века.
С литературными достижениями Григора Нарекаци тесно связано поэма «Панегирик божественной колеснице» жившего в XI веке Вардана Анеци. Имея в основе своём христианское восприятие мира, своей тематикой он стремится в прошлое, вплоть до языческие времена. Поэма отличается ярким художественным стилем, искренним вдохновением, единством содержания и структуры.
В начале XII столетия масштабным произведением «Заупокойная элегия о кончине блаженного и святого Католикоса армян Григория Мартирофила» Вардана Айказна зародился жанр биографической поэмы․ Она была написана в связи со смертью Григория Мартирофила в 1105 году.
Для дальнейшего развития литературы велика роль Ованеса Саркавага. Лишь незначительная часть его богатого литературного наследия сохранилась до наших дней — плач, несколько шараканов, и 188-строчная поэма «Мудрая беседа, которую вёл в час прогулки философ Ованес Саркаваг с птицей, именуемой пересмешник». Он один из первых в армянской действительности возвестил свой «ars poetica» — теорию понимания искусства поэзии. Саркаваг развивал идею о том, что основой истинного искусства является природа, поэт должен исследовать природу как источник вдохновения. Согласно ему, искусство создаётся по подобию природы, чем она стремится к естественности, тем она более совершенна, он размышлял о соотношении природы и искусства. П. Коу назвал «Мудрую беседу…» одним из ранних образцов дидактической поэзии на армянском языке.
Высокий уровень поэтического искусства отражают сохранившиеся произведения Григора Марашеци. Религиозные по своему духу его творения, в том числе и «Плач» («Вайгирк»), претендовали на новое художественное качество. Они представляют собой лирическое отражение реальных событий, написаны под заметным влиянием народных песен и «Книги скорбных песнопений» Григора Нарекаци.
В поэтическом наследии Нерсеса Ламбронаци особое место занимают более двадцати шараканов, в которых он продолжил литературные традиции Нерсеса Шнорали. Его 938-строчная «Панегирическое повествование жития великого патриарха владыки Нерсеса Клаеци, католикоса армянского» посвящена жизни и деятельности Шнорали.
С точки зрения связывающего звена со следующим этапом классической поэзии значительна роль Григора Тга. Написанная в 1189 году его около 3000-строчная эпико-лирическая поэма «Плач по Иерусалиму» выражает идею независимости Киликийской Армении. В его творчестве также заметно влияние Григора Нарекаци.

### Нерсес Шнорали

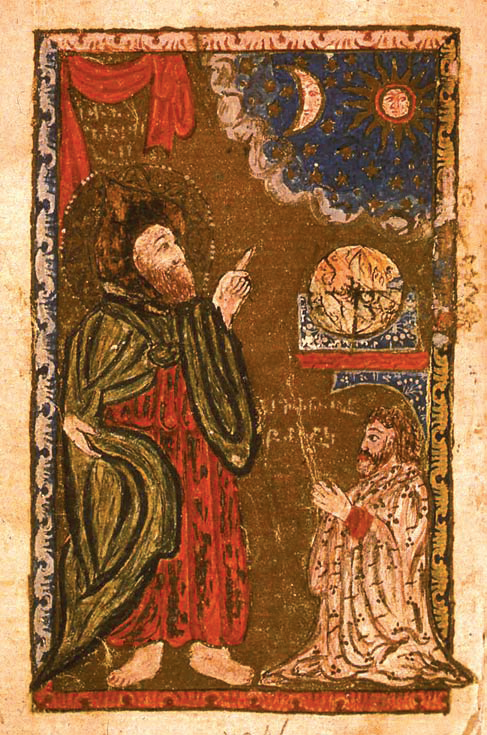
Нерсес Шнорали и Мхитар Гераци, средневековая рукопись

Значимым поэтом XII века являлся Нерсес Шнорали. Шнорали жил и писал в тяжёлый исторический период, когда армяне вынужденно эмигрировали в Сирию, Киликию и другие места, вели борьбу за свою автономию от византийских и региональных правителей. Усиливающаяся тенденция к поэтическому слову побудило писателей и переводчиков осуществить переложения самых разных нарративов — исторических, дидактических, научных и литературных — в стихи в манере Гомера, Давида, Соломона и Иеремии, часто преобразовывать прозаические тексты в поэзию. Шнорали писал в этой среде, сочиняя в широком спектре жанров. Воспитанный как священник, а в 1166 году помазанный в католикосы, он был приверженцем национальных и церковных интересов. 
Взгляды Шнорали нашли отражение написанной в 1145 году исторической поэме «Элегия на взятие Эдессы». Произведение являлось первым в своём роде в армянской литературе. В поэме около 4000 стихов. В нём рассказывается о разрушении Эдессы — крупного центра христианского мира в Средней Месопотамии — годом ранее и расправе над её христианским населением сельджуксими войсками Имад ад-Дина Занги. Шнорали ввёл несколько нововведений, в том числе персонификацию и пятисложный ямб, ставший эталоном для последующих поэтов. Работа поспособствовало укреплению плача как доминирующей поэтической формы, а также был источником вдохновления для многих поколений последующих авторов. В средние века она приобрела большую известность. Манук Абегян считал «Элегию» шедевром творчества Шнорали.

## XIII—XVI века

### Окончательный триумф светских тенденций
Согласно Т. ван Линту, начиная с XIII века поэты писали в жанрах, которые эмансипировались от различных поэтических форм, существовавших в церкви. Расширился круг затрагиваемых ими тем. Постепенно религиозные тенденции оттеснились на второй план, расцвела любовная лирика. Культурные тенденции времени часто обусловливались политическими, экономическими и военными событиями. Несмотря на тяжёлые условия XIII—XVI веков, благодаря культурным и образовательным центрам как в Армении, так и в диаспоре, удалось сохранить накопленное интеллектуальное наследие. Сочинялись новые памятники поэзии, а развивающаяся переводная литература продолжало обогащать национальную словесность. При монастырях студентам обучали составлению поэтических произведений. Были составлены особые «списки слов» для использования в стихах. Там же переписывались стихотворные сборники называемые «Тагаран». Важным событием в культурной жизни стало зарождение в 1512 году армянского книгопечатания в Венеции. Литература ещё более приблизился к жизни. Вместо вымирающего классического древнеармянского господствующим литературным языком стал среднеармянский язык. В литературе увеличился удельный вес поэтического слова, его общественное и идеологическое значение. Становясь достоянием широких масс, лирика ещё больше приблизился к фольклору, находил общие пути соприкосновения с народными песнями, его способами мышления и создания образов. Частые поэтические формы — похвала, жалоба, наставление, плач, айрен и кафа, в которых рассматриваются темы любви, природы, социального положения, скитания и морали. Эти произведения выражают горести народа, отдельного индивида, патриотические чувства, содержат философские раздумья об общественном положении, смерти, души и тела. Создавались многочисленные эпические, эпико-лирические и поучительные поэмы, посвящённые героическим периодам истории Армении в целом или отдельным персонажам. Согласно К. Бардакджяну: «будь то в аллегорических стихах или в произведениях ностальгирующих о прошлом, была определённая надежда на возрождение». Были выполнены поэтические обработки тем из Священного Писания, художественное описание разных вопросов науки. 

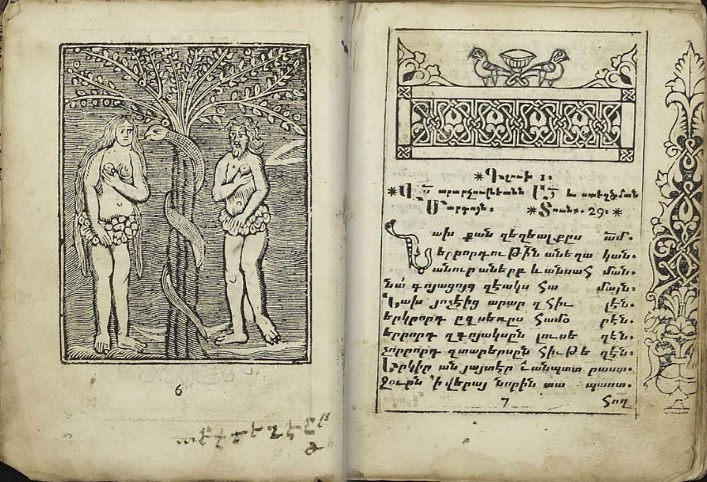
Страница «Адамовой книги», изд. 1721 год, Константинополь

Начиная с XIV века были созданы стихотворения в которых, в противоположность догмам христианского вероучения, предпочтение давалась земным устремлениям человека. Посвящённые Богородице, апостолам, общехристианским, национальным святым и святыням, они выражают больше мирские нежели религиозные явления. Тенденция частично заметна даже в шараканах и гандзах написанных для религиозных обрядов. Лучшие образцы этих жанров связаны с авторами XIII—XIV веков Хачатура Таронаци, Вардана Аревелци, Акопа Клаеци, Мхитара Айриванеци, Ованеса Плуз Ерзнкаци, Геворга Скевраци, Киракоса Ерзнкаци, Григора Хлатеци. 
В начале XIII века творил Мхитар от имени которого сохранилось 5 кафы. Свои социальные, философские и религиозно-нравственные стихи Фрик собрал в сборник «Книга Фрика». Частично сохранилась историко-лирическая поэма XIII—XIV веков Анонима Сюнеци. События в нём разворачиваются в Сюнике на фоне тяжёлого ига монголов над Арменией. Его современник Хачатур Кечареци оплакивал несчастья, постигшие Армению. Творчество Кечареци отражает психологический облик средневекового человека. Осуществив редакцию древнеармянского перевода «Истории Александра Великого», он написал к разным его главам более 100 кафы. В коротких стихах Кечареци использовал красочные образы природы. Он противник догматизма и ненужной морализации. В начале XIV века жил первый из известных поэтов уроженцев Еревана — Тертер Ереванци. Первоначальное духовное образование получил в монастыре Тегеняц недалеко от Бжни, затем в 1330—1340-е годы эмигрировал в Крым. От него сохранилась драматический по форме стих «Спор винограда, вина и мудреца». Серджио ла Порта относил его к жанру поэтической полемики. Ереванци подчёркивал ограниченность человеческой мысли, который обусловливал его природной греховностью. Поэт рубежа XIV—XV веков Ованес Тлкуранци был первым, кто воспевал физическую красоту прямо, без иносказаний. Как ранее Ованеса Плуз Ерзнкаци, он ставил любовь выше религиозной принадлежности. Тлкуранци иногда синтезировал тематику любви и природы. Автор ряда нравственно-поучительных стихов. В стихотворении «Коль не был б мужей» обозначены раздумья поэта о жизни и смерти. Ему приписываются несколько любовных айренов. В его произведениях заметно влияние традиционной восточной поэзии. 
Важное место в многожанровом наследии Аракела Сюнеци занимает поэзия. Его творчество раскрывает мир через религиозную призму. Произведения Сюнеци отличаются яркой фантазией, ясным изложением и богатством методов художественного выражения. Сюнеци был также непревзойдённым мастером акростиха. Лирическая поэма «Драхтгирк» рассказывает о загробном мире, чем напоминая структуру произведения Данте. Однако шедевр его творчества это созданная 1401—1403 годах «Адамгирк», состоящая из трёх поэм. Посредством анализа темы изгнания Адама и Евы из рая, Сюнеци касался вопроса утраты счастья всего человечества. Благодаря драматической структуре, взятых из реальной жизни описаний, раскрытия психологического образа главных героев, «Адамгирк» стал одним из уникальных произведений армянской литературы. М. Абегян считал его третьим великим произведением в армянской религиозной поэзии. Первой половине XV века относится произведение Аракела Багишеци. Особую ценность представляет его «Песнь об Иоасафе» (1434 год), стихотворная обработка средневекового романа «Варлаам и Иоасаф». Примечательны его исторические поэмы посвящённые Григорию Просветителю и Нерсесу Великому. Одной из тем многогранного творчества Багишеци стала проблема эмиграции армян — пандухтства. Его односельчанин Мкртич Нагаш обогатил жанр пандухтских песен. Гуманистические взгляды автора ярко выразились в назидательных тагах, лирических и надгробных плачах. Светский характер творчества Мкртича Нагаша особо проявилась в стихотворениях о природе и любви, лучшим из которых считается иносказательная «Песня о розе и соловье». В его стихах отмечается скрещивание христианских идей и народной мудрости. Художественно-эстетическим принципам Ованеса Ерзнкаци, Фрика и Констандина Ерзнкаци в XV столетии следовал Керовбе, автор надгробной плачи. Керовбе писал о быстротечности человеческого бытия, о важности смысла жизни.
На рубеже XV—XVI веков сложилась ашугская поэзия, хотя их искусство корнями восходит к дохристианским временам. С XVI—XVII веков они играли важную роль в армянском обществе.
Для поэзии XVI века характерна стилистическое многообразие. В первой половине XVI века, в связи с турецко-персидскими войнами, наблюдается общий упадок литературы. К. Бардакджян называл XVI век переходной эпохой. Важное место в армянской поэзии первой половины XVI века занимал Григорис Ахтамарци, автор преимущественно светских и религиозных панегириков․ Таги Ахтамарци отличаются богатством метафор, изящностью стиля, стремлением раскрытия внутреннего мира главного героя, он иногда применял аллегорию. Творчество Григориса отличается пышным восточным слогом, богатством сравнений и эпитетов. Патриотические и жизнеутверждающие устремления автора особо проявились в лирическом плаче «Каждое утро и свет». Осуществил обработку «Истории Медного Города» и «Истории Александра Великого», дополняя их своими кафами. Литературные традиции Ахтамареци продолжил Закария Гнунеци. Современником последнего был лирик Овасап Себастаци, мастер женского психологического портрета. Он написал цикл любовных стихотворений состоящий из семи произведений. В исторических и назидательных стихах, панегириках, он описывал бедственные события своего времени, различные стороны жизни, создавал безупречные образы. В XVI веке творили также Саркаваг Бердакаци, Вртанес Срнкеци, Ованес Варагеци, Мартирос Харбердци, Мартирос Харасарци (последний писал радостные песни пиршества, став зачинателем этого жанра в национальной лирике), Тадеос Тохатци, Аствацатур, Овсеп Ахтамарци и др. В первом томе двухтомной антологии «Армянская поэзия позднего средневековья» указаны имена 59 поэтов живших в XVI веке.

#### Развитие любовной лирики: Ованес Плуз Ерзнкаци и Костандин Ерзнкаци

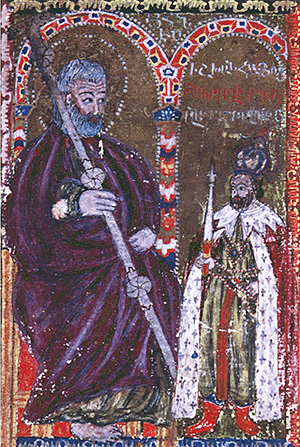
Ованес Ерзнкаци Плуз и князь Аплоц, минатюра 1644 года

Средневековые армянские песни, не без влияния исламской литературы, часто выражали идеи связанные со стремлением человека к удовольствию. Вместе с этим Армянская церковь воспринимала любовную лирику как выражение гедонизма, из-за чего в Армении не была развита культ куртуазной любви аналогично Западной Европе. Армянские поэты-священнослужители пытались, по выражению Джеймса Рассела, «направить чувство любви в более благочестивое русло». Например, с точки зрения армянского средневекового мышления любовь, в его широком понимании, могла быть и между человеком и Богом․ В некоторых стихотворениях чувство к женщине преподнесена как богослужение в церкви. Женщина в них это храм, а части её тела, это части здания храма. Мужчина же выступает как слуга церкви и благочестивый верующий. Женский образ, тем не менее, крайне  разнообразен в армянской средневековой лирике, даже в сочинениях одного и того же поэта. Типичным является гендерная иерархия, когда в роли любящего всегда выступает мужчина. Иногда встречается синтезирование темы весны и любви, а описание природы перерастает в описание любви. П. Коу делил любовную лирику на две категории: те, которые восхваляют физические качества любимой женщины (говасанк), и те, которые повествуют о безответной любви (гангат). 
Несмотря на негативное отношение церкви, такие тексты как «Ованес и Аша» Ованеса Плуза Ерзнкаци признают и превозносят силу любви. Н. Кебранян считала поэму «Ованес и Аша» первым светским любовным произведением армянской литературы. Родился Ованес Плуз Ерзнкаци около 1230 года в городе Ерзнка, приблизительная дата смерти 1293 год. «Ованес и Аша» рассказывает о любви сына священника и дочери кади. Ерзнкаци ставил выше идею люби над религиозными предубеждениями. В поэме армянская любовная поэзия выступает свободной от религиозной морали. Его богатое литературное наследие включает и светское, и религиозное творчество. Эмоциональные плачи и шараканы, которые он посвящал Богородице, Григорию Просветителю, Нерсесу Великому и другим святым, выражали личную драму автора, его идеи национального возрождения. Светская поэзия Ерзнкаци представляет собой философское размышление о разных вопросах человеческого бытия. Он первый армянский поэт затронувший тему эмиграции. Автор космографической «Поэмы о небесных украшениях».
Свидетельством высокого развития поэзии является творчество Костандина Ерзнкаци. Биографические данные о нём крайне скудны. Родился около 1250 года, по собственным же словам в возрасте пятнадцати лет учился в монастыре. Ерзнкаци один из зачинателей любовной лирики в армянской поэзии. Важное место в его творчестве занимает тематика природы. Произведения Ерзнкаци, часто имеют нравственно-поучительный характер. Некоторые стихи предположительно носили автобиографический характер. В своей философии поэзии Ерзнкаци считал тайну поэтического творчества Божьим даром. Писал на более понятным народу и современном ему среднеармянском языке. П. Коу отмечал влияние суфийской поэзии, в частности «Бесед птиц» Аттара, на его творчество. По мнению В. Брюсова: «Среди армянских средневековых лириков Константин Ерзынкайский был и первым, кто коснулся мотивов любви, ставших затем одной из господствующих тем армянской поэзии». Согласно косвенным данным, в 80-е годы XIII столетия он уже был признанным поэтом.

#### Начало социального жанра։ Фрик

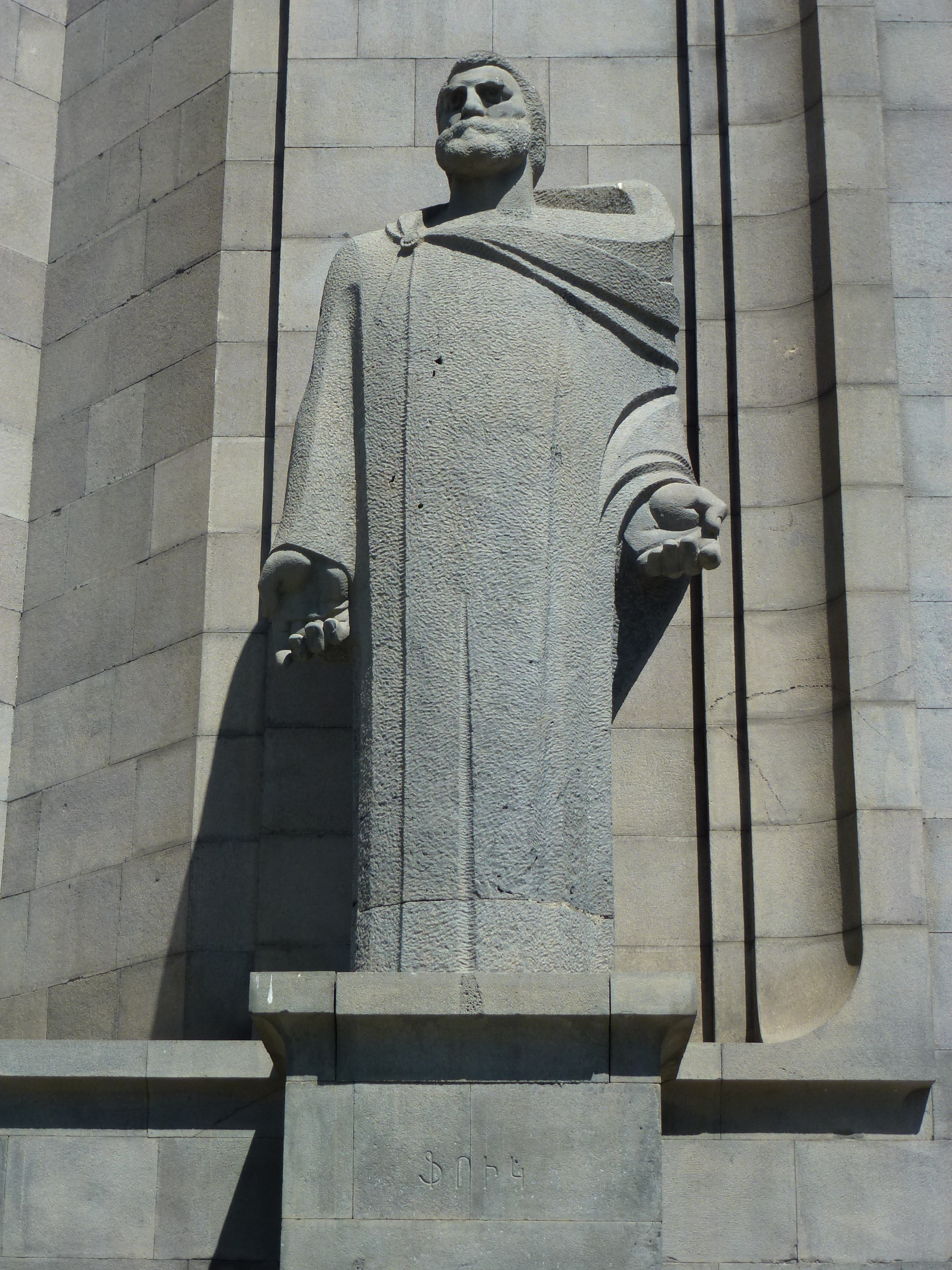
Памятник Фрика перед зданием Матенадарана

Важное место в светской поэзии эпохи занимает Фрик. Его сохранившиеся до наших дней около 50 произведений отражают обыденную жизнь в период монгольского господства в Армении. Исследователи извлекают биографические данные о Фрике исключительно из его же стихов. Родился поэт предположительно в 30-е годы XIII века, вероятно в Восточной Армении. Из биографических данных известно, что он потерял семью и детей, лишился заработанных богатств. Приблизительное время смерти 20-е или 30-е годы XIV века.
Фрик выражал интересы угнетённых народных масс. Даже в тех произведения, где автор с позиции мистицизма затрагивал темы смерти или суетности жизни, ощущается простолюдинный дух. В «Жалобе» и других произведениях, признанных в числе лучших в армянской гражданской поэзии, Фрик основал социальный жанр. Используя разные стихотворные приёмы он отображал контрасты бытия, правовое, экономическое и другого рода неравенство слоёв общества, протестовал против национального угнетения. Наиболее сильно это ощущается в произведениях «Колесо судьбы» (написано в начале царствования Аргун-хана), «Об Аргун-хане и Буге» и «Жалоба». Его философия часто была нетипична для своего времени. Хотя по установившейся традиции, он объяснял настигшие беды «греховностью» армян, однако Фрик спорил с Богом, выражая свой протест против несправедливости. Рациональной причиной происходящих явлений он считал многонациональность мира. Широта его взглядов выходят за пределы армянской тематики, он не менее страстно затрагивал общечеловеческие вопросы. Выступал за тесное сотрудничество всех христианских народов против общих врагов. Нечестность, безнравственность и эксплуатацию иногда критиковал в сатирической форме. В. Брюсов писал: «Во многих отношениях поэмы Фрика можно назвать сатирами в лучшем смысле слова: поэт с горечью изображает те отрицательные стороны жизни, какие подметил». Для противостояния жизненным трудностям призывал к самоусовершенствованию, к внутренней чистоте и свободе. Продолжал писать вплоть до глубокой старости, о чём упоминал в одном из произведений. Язык Фрика изобилует метафорами, часть стихов поэт осознанно творил на среднеармянском языке, редко на древнеармянском. Произведения впервые изданы в 1513 году в сборнике «Тагаран» в Венеции.

#### Патриотический стих։ Степанос Орбелян, Ованес Тлкуранци и Симеон Апаранци
Примечательным произведением времени является «Плач у врат св. Катогикэ» Степаноса Орбеляна. Она написана 1300 года и выражает патриотические идеи автора. Орбелян оплакивал потерю независимости Армении и призывал разбросанных по разным странам мира армянам возвращаться на родину, жаждал возрождения Великой Армении как общей родины. Согласно П. Коу, Орбелян стремился оказывать психологическое давление на знати своего времени, призывая им вернуться и восстановить армянское государство. В произведении нашло отражение движение гражданских и религиозных лидеров Армении за возвращение резиденции католикоса из Сиса в Эчмиадзин. Автор иносказательно изображал Эчмиадзинский храм как «овдовевшую мать, оплакивающую потерю своих детей», он общий духовный центр армян.
Ованес Тлкуранци написал патриотическую поэму «Песнь о храбром Липарите», посвящённый герою погибшему в борьбе с мамлюками в 1369 году. Липарит был историческим лицом и являлся спарапетом — командующим войсками. По своей структуре «Песнь о храбром Липарите» это эпическое произведение, в котором показана борьба между Киликийской Арменией и Египетским султанатом. По предположению Погоса Хачатряна, время жизни Липарита падает в годы правления короля Костандина V. Сражаясь с врагами отечества, он был вероломно предан собственным царём. Идейная линия поэмы — это призыв защищать родину. Поэт взывает к единству и осуждает предательство. В противовес средневековой христианской философии Тлукарнци не трактовал сюжет как результат божьей кары за грехи, одновременно проявлял открытую неприязнь к исламу.
Патриотические настроения особо сильными были в произведений Симеона Апаранци, автора лирической поэмы «Плач о троне царя Трдата» (1593). Он совершал краткий экскурс по истории Армении начиная от Сотворения мира до арабского завоевания в середине VII века. Апаранци, вероятно, был вдохновлен исторической поэмой «Випасанутюн» Нерсеса Шнорали. Как писала Камилла Тревер, в элегии посвященной дохристианскому храму Гарни, он оплакивал прошлое величие Армении. Местами поэт прибегал к патетическим и полным риторизма формам. В одном из частей сочинения, например, он мысленно обращался к Месропу Маштоцу. В рамках христианской солидарности Апаранци обращался к братским церквям и «яфетическим» народам с просьбой оплакивать упадок армянского народа. «Плач о троне царя Трдата» написан простым языком, чем, как предполагается, Симеон преследовал определённые дидактические, мнемонические и патриотические цели. В стихотворении «О взятии Тебриза» (1585) размышлял о невзгодах армян от рук османов. В определённой степени, однако, он выражал удовлетворённость фактом поражения персов, ибо те в середине V века вели войну с армянами.

### Айрены

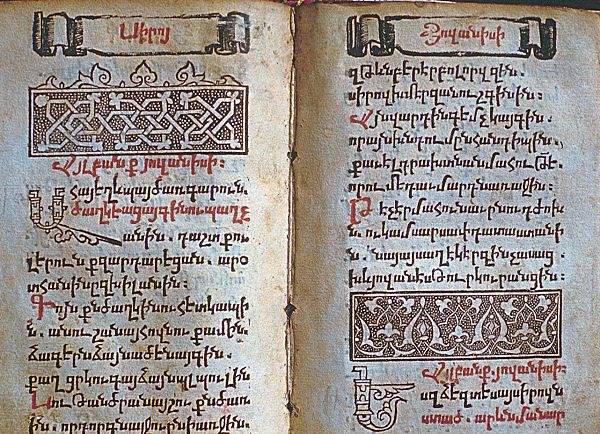
«Тагаран» Акопа Мегапарта — первый печатный сборник произведений армянский поэтов, Венеция, 1513 год

Особым жанром средневековой армянской поэзии были айрены. По разным мнениям дата создания этих стихов XIII—XIV или XIII—XVI века. Согласно Л. Мкртчяну, язык, стиль и образная структура айренов показывают, что жанр был усовершенствован одним автором, жившим не позднее XVI века, более вероятно в XIII—XIV столетиях. По мнению Р. Гошгаряна, айрены получили значительное развитие в X веке и стали популярной поэтической формой в XVI веке. Л. Мкртчян выдвинул предположение, что на формирование столь внерелигиозного поэтического жанра мог повлиять движение тондракийцев. П. Коу полагал, что айрены могли быть переработкой более ранних композиций гусанов. 
Из сохранившихся до наших дней около 500 айренов большинство анонимны. Бытуя среди народа в устной форме, память об их авторах была утрачена, они вошли в рукописи анонимно. Наиболее ранние записи относятся к XVI веку. Айрены — четверостишия преимущественно любовного содержания, хотя сохранился большой цикл о пандухтах — скитальцах. Последние чаще рассказывают о бесправии и уязвимости жизни в эмиграции. С XVI века существовала разновидность айренов — антуни. Слово переводится как «бездомный», в смысле человека, находящегося вдали от родового дома. Если обычные айрены отличаются красноречием, то в антуни преобладает витиеватый стиль. А. Мнацаканян делил айрены на следующие категории: 1) обрядовые; 2) любовные; 3) скитальческие; 4) нравственно-поучительные. Любовные айрены не только воспевают женщину как «объекта любви», но и раскрывают его психологический образ, описывают самые разные душевные состояния влюблённого человека. Некоторые айрены доходят до откровенного эротизма. Приписывая их авторство Кучаку, В. Брюсов характеризовал айрены как интимную поэзию.Тематика в них преподнесена в прямом, а иногда в юмористическом ключе. Язык простой, без лишнего украшательства. Айрены главным образом посвящены к городской жизни. Значительное их количество традиционно приписывалась Наапету Кучаку. Эта точка зрения была раскритикована и опровергнута. Кучаку достоверно относятся лишь несколько коротких стихов.   

### Плач

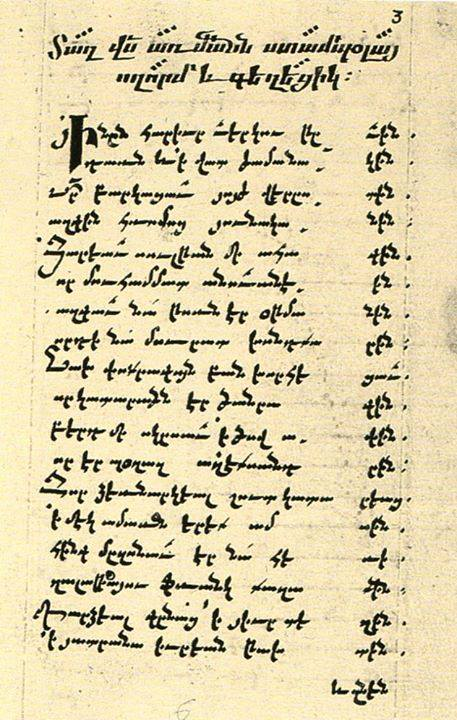
Страница из рукописи «Плача на взятие Константинополя» Абраама Анкюраци

Важную часть поэтического творчества XV—XVI веков составляют исторические плачи. Он стал популярным социальным и политическим жанром. Литературной моделью для этих текстов послужил библейский Плач Иеремии. Причиной исторических бедствий в них, подобно Иеремии, называлась греховность. Если первоначально надежда возлагалась на милосердие Бога, то с XII века идейная линия приобрела политический характер. Определение жанра пытались давать несколько армянских авторов XIII—XV веков (этот вопрос затрагивал в VIII столетии и Степанос Сюнеци). Плачи касались не только жизни в Армении, но и диаспоры. Произведения имеют как научно-познавательную, так и художественную ценность, разный художественный и идеологический уровень. По словам П. Коу, жанр причитания для церковных поэтов нередко становилась методом самоанализа и исповеди. Исторические плачи XIV—XVII веков П. Хачатрян делил на следующие этапы: XIV—XV века, XVI век и начало XVII века. В свою очередь некоторые филологи делят их на плачи-колофоны, исторические плачи, плачи-хроники и лирические плачи. К последним В. Нерсисян причисляет ряд произведений Давида Саладзорци, Акопа Джугаеци и др..
В числе таких сочинений были «Воспоминания о бедствиях» Григора Хлатеци (1422 год), «Плач на взятие Константинополя» Абраама Анкюраци (1453 год), «Плач о стольном граде Стамбуле» Аракела Багишеци (1453 год), «Плач по столице Кафе» Нерсеса (1475 год), «Плач о нашествиях Шаха Исмаила» Карапета Багишеци (1513 год), «Плач о детях, пленными отправленных в Стамбул» Тадеоса Себастаци (1531 год), «Плач по армянам страны Олахов» Минаса Тохатци (1551—1552 годы), «Плач о стране Армянской» Ованеса Мшеци (1553 год), «О взятии Тебриза» Симеона Апаранци (1585 год) и др. В отличие от ранних образцов, поздние плачи написаны в основном представителями низшего духовенства. Правдиво отражая исторические события, одновременно они раскрывают внутренний мир автора, его патриотические и личностные переживания о судьбе и будущем народа. Сохранились памятные записи в стихах, в которых также описано тяжёлое политическое положение Армении. Колофоны изложенные в форме стиха становились всё более популярным. Одним из авторов таких колофонов был поэт-писец середины XV века Степанос Чмшкацагеци.

## XVII—XVIII века
Социально-политический и культурный подъём, отмечавшийся с первой половины XVII века, затронул и художественную литературу. Вместе с развитием искусства переписывания древних рукописей, книгопечатания и фольклора, создавались новые литературные ценности. В то же время, ввиду политической ситуации, веяния Нового времени слабо проникали в Армению. XVII—XVIII века по существу продолжили и завершили средневековую литературу. Тогда же сформировалась идеология армянского национально-освободительного движения и торговой буржуазии. Лирика осталась лидирующим литературным жанром. Тремя основными направлениями его развития, согласно Г. Бахчиняну, были религиозно-патриотический стих, светское стихотворство и народные-гусанские песни. Наряду со специфическими чертами, эти направления не были строго дифференцированы и представляются взаимовлияниями как части единого художественного мышления времени. Иногда в творчестве одного автора можно проследить разные поэтические тенденции эпохи. Типичным в этом отношении является творчество армянина из Крыма Мартироса Крымеци, в котором объединены религиозная песня, светское стихотворство и ашугская поэзия. Как отмечал Серджио ла Порта, противопоставление религиозной и светской литературы является ложной двоичностью: «Вместо этого их следует рассматривать как братьев и сестёр, которые разделяют схожие судьбы». Все доминирующие направления отражали литературную преемственность с вытекающими отсюда языковыми и поэтическими свойствами, тематикой и направленностью. Так, например, религиозно-патриотическая поэзия повторяет и развивает аналогичную средневековую традицию. Её язык в основном древнеармянский, иногда среднеармянский, тематика взята из Библии или истории Армении. Она имеет назидательные цели, аудитория — в основном будущие церковные предводители и наставники. В свою очередь религиозно-патриотическая поэзия делится на три части — собственно религиозная, национально-церковная и историко-политическая. Сугубо религиозная поэзия уступает своим художественным качеством аналогичным средневековым сочинениям, что было результатом превалирования светских идеалов над религиозными в Новое время. Религиозная поэзия, однако, приобрела большую общественную миссию. Особо большой вес приобрёл национальная-церковная поэзия XVIII века, в котором синтезировались библейский и армянский национальный сюжеты. Развивалась и историко-политическая поэзия, которая отражало воинское прошлое и настоящее армянского народа, его освободительные устремления. Большая часть поэтов XVII века были представители народных слоёв, что во многом обусловило идеологическую и мировоззренческую сторону их литературы. В литературе в целом преобладали светские темы и тематическое разнообразие.

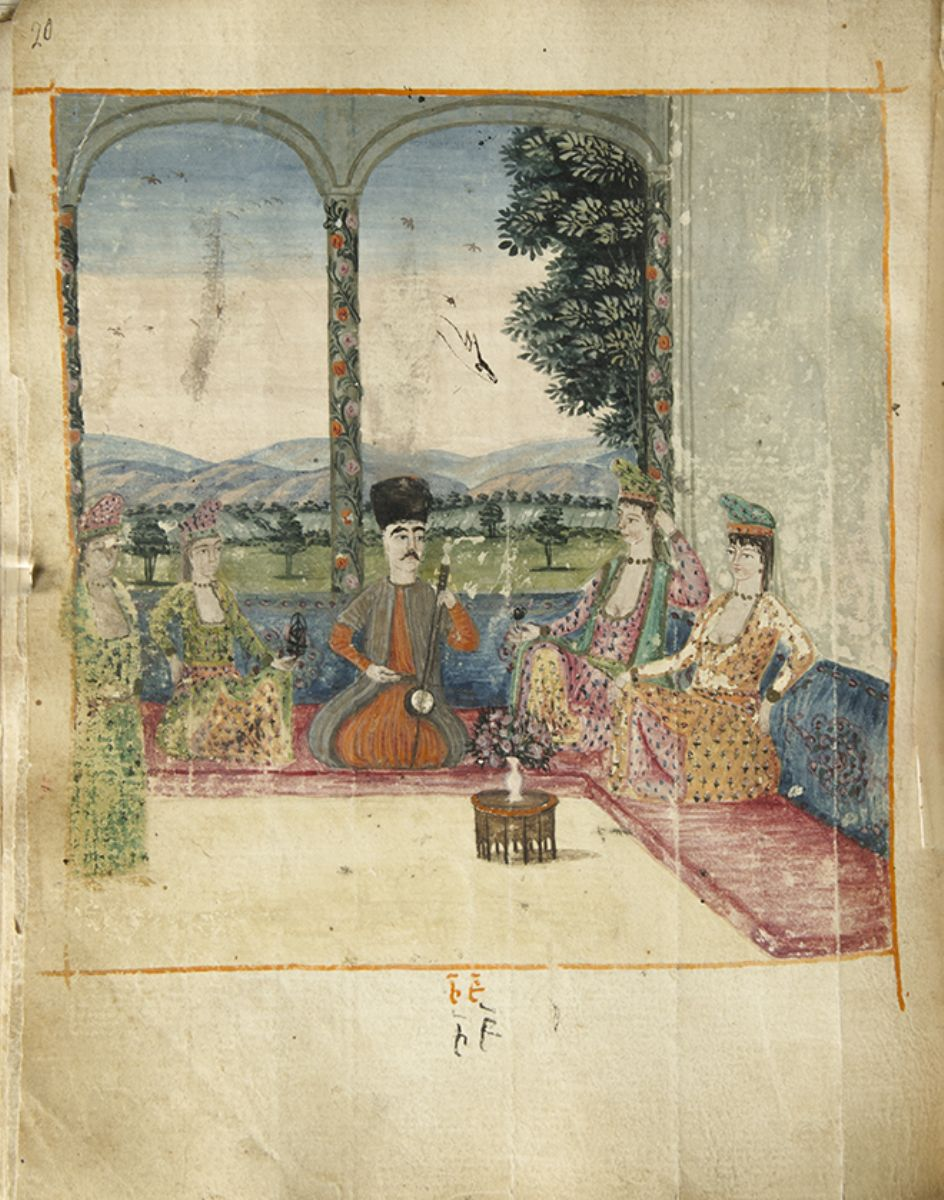
Страница из рукописи произведений Нагаша Овнатана

Религиозно-патриотическая поэзия XVII—XVIII веков тесно переплетена с музыкой. Реанимировались и получили новое развитие основные жанры классической религиозной поэзии — таг и гандз. Сочинялись плачи и стихотворные истории. Их авторы в основном высокопоставленные церковники или лица с монашеским образованием․ В XVII веке таковыми являлись Нерсес Мокаци, Степанос, Акоп и Хачатур Тохатци, Вардан и Ованнес Кафаци, Вртанес Срнкеци, Давид Гегамеци, Ованес Маквеци, Еремия Кеомурчян, в XVIII веке — Симеон Ереванци, Багдасар Дпир, Петрос Капанци, Ованес Бериаци, Григор Ошаканци, Лазар Чахкеци, Ованес Карнеци и др. Как в Армении, так и в диаспоре они стояли во главе национальной культуры, развивали национально-освободительную идею, способствовали подъёму национального самосознания. Вместе с этим творчество каждого из них отличается как художественным качеством, так и идеологической направленностью. Крупнейшая фигура религиозно-патриотической поэзии XVII века — Еремия Кеомурчян. Кеомурчян творил в разных поэтических жанрах и отображал жизнь западных армян. Известны, например, его кафы — парафразы из Священного Писания и моральные советы. В XVIII веке в религиозно-патриотическом жанре писали Багдасар Дпир и Петрос Капанци, переходные авторы от средневекового стихотворства к классицизму. Обе предочитали писать на классическом древнеармянском.
Другое направление лирики XVII—XVIII веков, находясь под влиянием народного-гусанского творчества, восходит корнями к средневековому светскому стихотворству. Светское стихотворчество была направлена на широкие народные массы, сами авторы подобных произведений являлись представителями низших слоёв общества. Их язык в основном среднеармянский, редко классический армянский или диалекты, тематика — любовь, природа, пиршества, личностные переживания и социальная жизнь. Это творчество лишена иносказаний и более прямолинейна в выражений эмоции, в них второстепенны библейские догмы, а свойственный средневековью аскетический настрой окончательно побеждена.
Новое развитие получили пандухтские песни — стихи о тоске по отечеству. В основном это таги адаптированные к народной мелодии. Широкое развитие получили также сатирические, назидательно-рассудительные и социальные стихи. Среди поэтов времени — Хаспек Хачатур, Лазарь Себастаци, Степанос Варагеци, Коса Ерец, Степанос Даштеци, Давид Саладзорци, Нагаш Овнатан, Лукианос Карнеци, и др. Крупнейший из них — Нагаш Овнатан. Большое значение для развития светской поэзии имели его стихи любви и пиршества. Усвоив традиции своих предшественников и выражая дух и эстетику нового времени Овнатан был связан также с ашугской лирикой. Его творчество подготовило почву для поэзии такого крупного автора как Саят-Нова. Определённый вклад в развитие поэзии эпохи внесли сатирик Мартирос Крымеци и лирик Багдасар Дпир.
Третье направление лирики XVII—XVIII веков это народно-гусанские песни. Г. Бахчинян делил его на три условных ветви — народная, народно-гусанская и ашугская. Она тесно связана с предшествующей традицией․ На основе армянского фольклора и литературы ашугское творчество превратилась в новую форму древнего гусанского искусства. Армянские ашуги писали диалектами и исполняли свои песни струнными инструменами под собственной или традиционной музыкой, часто выступали перед народом в одиночку или группами. По словам Н. Кебраняна, ашугская лирика первоначально выражало исторические темы, но со временем в нём начали превалировать любовные песни. В XVII—XVIII веках она являлась наиболее популярной в народе. Специалисты выделяют три или четыре ашугских школы, которые все образовались вокруг уже существующих культурных центров. Т. ван Линт писал о трёх таких школах. Один из наиболее ранних образовалась в Персии, в Новой-Джульфе, в 1640-е годы. Наиболее известный ашуг этой школы был Гул Арутин. Джульфинские ашуги, вероятно, пользовались покровительством местного купечества — сословия ходжей. Другая формировалась в Константинополе в 1730-е годы, третья в Тифлисе в XVIII веке. Развитие ашугского искусства К. Бардакджян считал примером взаимодействия между армянской и исламской культурами. Среди видных ашугов времени были Гул Егаз, Мкртич, Артин, Румани, Крчик-Нова, Шамчи Мелко, и др. Армянская ашугская поэзия достигла своей вершины благодаря Саят-Нове.
Продолжало развитие жанр плачи. Известны такие произведения посвящённые восстанию Джалалиев на рубеже XVI—XVII столетий. Для времени характерным было большое влияние фольклорного творчества на поэзию. По словам Н. Кебраняна, XVIII век несколько компенсировал поэтическую стагнацию недавнего прошлого. Немалую долю миссии возрождения национальной культуры брали на себя армянские колонии Европы, Америки и Азии. В числе поэтов этого периода были также Азария Джугаеци, Григор Ванеци, Азария Саснеци, Акоп Ссеци, Андреас Арцкеци, Асапов, Саркис Апучехци, Акоп Акнеци, Меликседек, Овсеп, Барунак и др. Британская энциклопедия отмечала: «В 18 веке произошло армянское культурное и интеллектуальное возрождение, а к середине 19 века настало время для развития современной армянской литературы».

### Саят-Нова

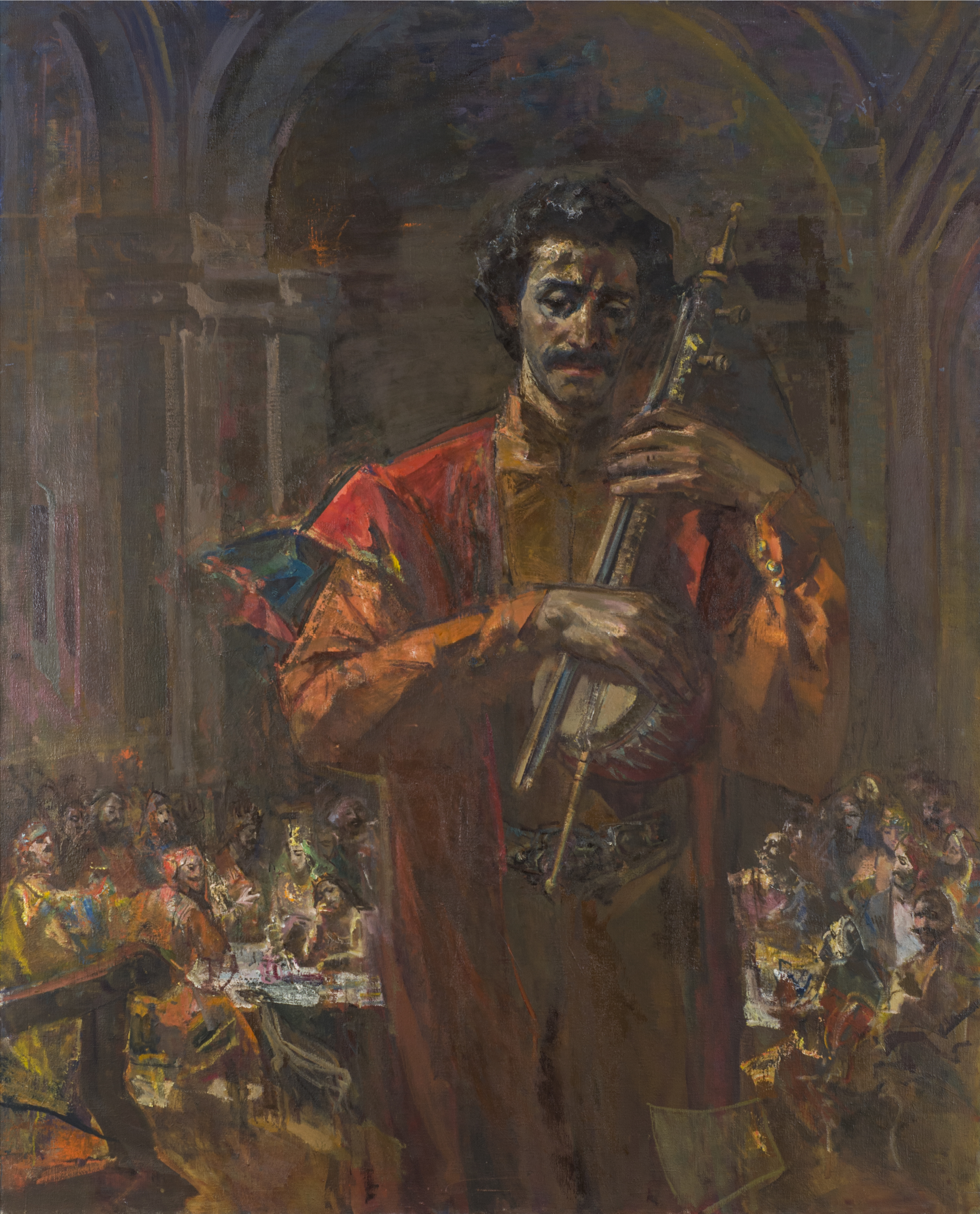
Саят-Нова, худ. Э. Исабекян

Наиболее известным из поэтов Раннего Нового времени был Саят-Нова. Некоторые исследователи называют его последним великими поэтом армянского средневековья. Саят-Нова — псевдоним, подлинное имя Арутин. Саят-Нова родился примерно 1722 году, вероятно в Тифлисе. Известно, что долгое время жил при дворе грузинского царя.
Стихи Саят-Новы отличаются чрезвычайной образностью. Восприняв манеру своих предшественников он значительно усовершенствовал ашугское искусство. К. Бардакджян отмечал, что образы и литературные отсылки Саят-Новы отражают армянский и ближневосточный фольклор и многие общие традиции. Его описательные модели женской внешности напоминают творчество поэтов XIII—XVI веков Костандина Ерзнкаци, Ованеса Тлкуранци, Григориса Ахтамарци и особенно Нагаша Овнатана. Опираясь на традиции предшественников, вместе с этим Саят-Нова глубоко оригинален, его песни отличаются экспансивностью, спонтанностью и драматической силой. Ашуг писал по-армянски, по-грузински и по-тюркски (азербайджанский), на него повлияла персидская поэзия, а само творчество было тесно связано со средневековой азербайджанской ашугской поэзией. По оценкам К. Бардакджяна, сто двадцать его стихов написаны на азербайджанском языке, около семидесяти — на армянском и около тридцати — на грузинском. Его лирика «лишена даже малейшего оттенка национализма». Писал в форме приближающуюся к газели, мастерски владел приёмами ассонанса, аллитерации, повторных и внутренних рифм. Помимо текстов он также сочинял музыку к своим стихам, сам же исполняя их в сопровождении кямани. Главная тема творчества — любовь, хотя он оставил и философские стихи. Ряд стихотворний датированы самим Саят-Новой 1742—1759 годами. У поэта было много последователей и подражателей, формировалась школа Саят-Новы. Был убит войсками Ага Мохаммед Шаха в 1795 году. Вместе с Нагашом Овнатаном он завершил средневековый период армянской поэзии.